# Erkolano Lodu Tombe
Erkolano Lodu Tombe (ur. 25 kwietnia 1943 w Bilinyang) – południowosudański duchowny rzymskokatolicki, w latach 1986–2022 biskup Yei.